# باختيار تيليغانوف
باختيار تيليغانوف (مواليد 5 يناير 1976) هو ملاكم كازاخستاني، مثّل بلاده في الألعاب الأولمبية الصيفية 1996.

## روابط خارجية
باختيار تيليغانوف على موقع أوليمبيديا (الإنجليزية)